# Georges Picquenard
Georges Picquenard, plus connu sous le nom de chanoine Picquenard, est un prêtre diocésain et un historien français.
Il est l'auteur d'ouvrages et de plaquettes sur l'histoire ou les personnages du département de la Mayenne.

## Publications
- Laval et ses environs. Société des arts réunis de la Mayenne, 1966.
- Vie et œuvre du cardinal Lefebvre de Cheverus, 1968.
- Châteaux de la Mayenne. Nouvelles Éditions Latines, Paris.